# Persone di nome Tibor
| Questa pagina contiene informazioni ricavate automaticamente dalle voci biografiche con l'ausilio del template Bio e di un bot. L'aggiornamento è periodico e automatico e ricostruisce completamente la pagina. Se manca una persona in questa lista, sei pregato di non aggiungerla, ma accertati piuttosto che la sua voce biografica contenga il template Bio e che i dati anagrafici siano correttamente compilati. Se il template Bio manca, inseriscilo tu stesso o, in alternativa, metti l'avviso {{tmp\|Bio}} che ne segnala la mancanza. Se i dati riportati sono sbagliati, correggi direttamente la voce biografica; le modifiche saranno visibili in questa lista entro pochi giorni. Per chiarimenti vedi il progetto antroponimi. La lista contiene solo le 65 persone che sono citate nell'enciclopedia e per le quali è stato implementato correttamente il template Bio. Pagina aggiornata al 16 ott 2024. |

Questa è una lista di persone presenti nell'enciclopedia che hanno il prenome Tibor, suddivise per attività principale.

## Allenatori di calcio(4)
- Tibor Kemény, allenatore di calcio e calciatore ungherese (Budapest, n. 1913 - Budapest, † 1992)
- Tibor Nyilasi, allenatore di calcio e ex calciatore ungherese (Várpalota, n. 1955)
- Tibor Selymes, allenatore di calcio e ex calciatore rumeno (Bălan, n. 1970)
- Tibor Simon, allenatore di calcio e calciatore ungherese (Budapest, n. 1965 - Budapest, † 2002)

## Astronomi(1)
- Tibor Csörgei, astronomo slovacco (n. 1972)

## Attori(2)
- Tibor Feldman, attore statunitense (Michalovce, n. 1947)
- Tibor Lubinszky, attore ungherese (Budapest, n. 1909 - Budapest, † 1956)

## Calciatori(21)
- Tibor Balog, ex calciatore ungherese (Kakucs, n. 1966)
- Tibor Csernai, calciatore ungherese (Pilis, n. 1938 - Tatabánya, † 2012)
- Tibor Dombi, ex calciatore ungherese (Püspökladány, n. 1973)
- Tibor Fábián, calciatore ungherese (Budapest, n. 1946 - Budapest, † 2006)
- Tibor Garay, ex calciatore ungherese (Seghedino, n. 1923)
- Tibor Halilović, calciatore croato (Zagabria, n. 1995)
- Tibor Heffler, calciatore ungherese (Dunaújváros, n. 1987)
- Tibor Jančula, ex calciatore slovacco (Bernolákovo, n. 1969)
- Tibor Joza, ex calciatore svedese (Halmstad, n. 1986)
- Tibor Kováč, calciatore slovacco (n. 1919 - † 2003)
- Tibor Magyar, ex calciatore ungherese (Budapest, n. 1941)
- Tibor Molnár, ex calciatore ungherese (Budapest, n. 1952)
- Tibor Pál, ex calciatore ungherese (Budapest, n. 1935)
- Tibor Rab, ex calciatore ungherese (Gödöllő, n. 1955)
- Tibor Resznecki, ex calciatore ungherese (Ungheria, n. 1941)
- Tibor Slebodník, calciatore slovacco (Jánovce, n. 2000)
- Tibor Szalay, ex calciatore ungherese (Gbelce, n. 1938)
- Tibor Tisza, ex calciatore ungherese (Debrecen, n. 1984)
- Tibor Vigh, ex calciatore ungherese (Budapest, n. 1941)
- Tibor Végh, ex calciatore ungherese (Székesfehérvár, n. 1956)
- Tibor Zátek, ex calciatore slovacco (Čadca, n. 1971)

## Canoisti(2)
- Tibor Linka, canoista slovacco (Šamorín, n. 1995)
- Tibor Tatai, ex canoista ungherese (n. 1944)

## Cestisti(8)
- Tibor Cselkó, ex cestista ungherese (Budapest, n. 1931)
- Tibor Czinkán, cestista ungherese (Székesfehérvár, n. 1929 - † 2013)
- Tibor Kangyal, ex cestista ungherese (Budapest, n. 1942)
- Tibor Mezőfi, cestista ungherese (Rákospalota, n. 1926 - Budapest, † 2000)
- Tibor Mirtič, cestista sloveno (Lubiana, n. 2003)
- Tibor Pankár, ex cestista ungherese (Körmend, n. 1976)
- Tibor Pleiß, cestista tedesco (Bergisch Gladbach, n. 1989)
- Tibor Zsíros, cestista e allenatore di pallacanestro ungherese (Budapest, n. 1930 - Budapest, † 2013)

## Ciclocrossisti(1)
- Tibor Del Grosso, ciclocrossista, ciclista su strada e mountain biker olandese (Eelde, n. 2003)

## Economisti(1)
- Tibor Palánkai, economista ungherese (n. 1938)

## Hockeisti su ghiaccio(1)
- Tibor Varga, hockeista su ghiaccio slovacco (Bratislava, n. 1985)

## Ingegneri(1)
- Tibor Melczer, ingegnere austro-ungarico (Békéscsaba, n. 1879 - Budapest, † 1936)

## Lottatori(1)
- Tibor Komáromi, ex lottatore ungherese (Budapest, n. 1964)

## Lunghisti(1)
- Tibor Ordina, lunghista e triplista ungherese (Budapest, n. 1971 - Göd, † 2016)

## Martellisti(1)
- Tibor Gécsek, ex martellista ungherese (Szentgotthárd, n. 1964)

## Matematici(1)
- Tibor Gallai, matematico ungherese (Budapest, n. 1912 - Budapest, † 1992)

## Nuotatori(1)
- Tibor Fazekas, nuotatore e pallanuotista ungherese (Budapest, n. 1892 - Budapest, † 1982)

## Pallanuotisti(2)
- Tibor Benedek, pallanuotista e allenatore di pallanuoto ungherese (Budapest, n. 1972 - Budapest, † 2020)
- Tibor Cservenyák, ex pallanuotista ungherese (Szolnok, n. 1948)

## Pattinatori artistici su ghiaccio(1)
- Tibor von Földváry, pattinatore artistico su ghiaccio ungherese (n. 1863 - † 1912)

## Politici(1)
- Tibor Navracsics, politico ungherese (Veszprém, n. 1966)

## Pugili(1)
- Tibor Csík, pugile ungherese (n. 1927 - † 1976)

## Registi(1)
- Tibor Takács, regista ungherese (Budapest, n. 1954)

## Scacchisti(2)
- Tibor Florián, scacchista e compositore di scacchi ungherese (Budapest, n. 1919 - Budapest, † 1990)
- Tibor Károlyi, scacchista ungherese (Budapest, n. 1961)

## Schermidori(3)
- Tibor Berczelly, schermidore ungherese (Rákospalota, n. 1912 - Budapest, † 1990)
- Tibor Nyilas, schermidore statunitense (Budapest, n. 1914 - Bayside, † 1986)
- Tibor Pézsa, ex schermidore ungherese (Esztergom, n. 1935)

## Scrittori(4)
- Tibor Déry, scrittore ungherese (Budapest, n. 1894 - Budapest, † 1977)
- Tibor Fischer, scrittore britannico (Stockport, n. 1959)
- Tibor Méray, scrittore e giornalista ungherese (Budapest, n. 1924 - Parigi, † 2020)
- Tibor Sekelj, scrittore, esploratore e esperantista jugoslavo (Spišská Sobota, n. 1912 - Subotica, † 1988)

## Tennistavolisti(1)
- Tibor Klampár, ex tennistavolista ungherese (n. 1953)

## Violinisti(1)
- Tibor Varga, violinista, direttore d'orchestra e pedagogo ungherese (Győr, n. 1921 - Grimisuat, † 2003)

## Senza attività specificata(1)
- Tibor Maracskó, ex pentatleta ungherese (Székesfehérvár, n. 1948)